# Rune Bratseth
Rune Bratseth (* 19. März 1961 in Trondheim) ist ein ehemaliger norwegischer Fußballspieler. Heute arbeitet er als Manager bei Rosenborg Trondheim in Norwegen.
Bratseth spielte zwischen 1986 und 1995 für Werder Bremen auf der Position des Liberos. In 230 Bundesligaspielen erzielte er 12 Tore. Er bestritt zwischen 1986 und 1994 60 Länderspiele für Norwegen, in denen er vier Tore erzielte.
Als Kapitän der norwegischen Nationalmannschaft nahm er an der Fußball-Weltmeisterschaft 1994 teil. Nach dem knappen Scheitern in der Vorrunde beendete Bratseth seine internationale Karriere.

## Persönlichkeit
Während seiner aktiven Zeit betrachtete die Sportpresse als seine Stärken das Stellungsspiel, die Kopfballstärke, seine beidfüßige Schusstechnik und die Zweikampfführung. Der Trainer Otto Rehhagel schätzte ihn als Spieler auch wegen seiner menschlichen Stärken und lobte ihn als Vorbild für einen fairen Sportsmann.

## Karriere

### Vereinskarriere
Sein erstes Meisterschaftsspiel für Werder bestritt er am 21. Februar 1987 beim 1. FC Nürnberg. Es war der Start der Rückrunde 1986/87 und das Spiel ging mit 1:5 verloren. Bereits in seiner zweiten Saison war er als Abwehrchef 1987/88 Garant für die Meisterschaft. Zwar gelang keine Verteidigung des Meistertitels, aber immerhin gelangte Werder in den Jahren 1989 und 1990 jeweils in das DFB-Pokalfinale. Beide Endspiele wurden aber gegen Borussia Dortmund und den 1. FC Kaiserslautern verloren. Erst im dritten direkten Anlauf holte die Mannschaft um Bratseth dann den Pokal 1991 gegen den 1. FC Köln an die Weser.
In der Saison 1991/92 gelang mit dem Gewinn des Europapokals der Pokalsieger sogar der Triumph auf europäischer Ebene. Über die Stationen FC Bacău, Ferencváros Budapest, Galatasaray Istanbul, FC Brügge erreichte die Mannschaft von Werder Bremen das Finale am 6. Mai 1992 im heutigen Stadion des Lichts in Lissabon. Gegner war der AS Monaco. Nach Toren von Klaus Allofs und Wynton Rufer gewann Werder Bremen mit 2:0 Toren.
Darauf folgte in der Saison 1992/93 erneut der Gewinn der Deutschen Meisterschaft.
Die letzte Runde in der Bundesliga brachte dann noch für den Norweger den erneuten Pokalerfolg 1994 gegen Rot-Weiss Essen. 1994/95 stand er nur noch einmal für Werder auf dem Feld.

### Nationalmannschaftskarriere
In der Qualifikation zur WM 1990 scheiterte Bratseth mit Norwegen in den Spielen 1988 und 1989 gegen Jugoslawien und Schottland. Die nächste Qualifikation für die WM 1994 hingegen stellte einen Erfolg für Norwegen dar. Sie wurden Gruppenerster vor den Niederlanden und verwehrten den Teams aus England, Polen, der Türkei und San Marino die Teilnahme an der WM in den USA. Bei der WM selbst besaßen nach Abschluss der Gruppenspiele alle vier Mannschaften die gleiche Anzahl an Punkten sowie die gleiche Tordifferenz; die Norweger schieden aber aufgrund der am wenigsten geschossenen Tore aus.

### Nach der Spielerlaufbahn
Bratseth fungierte von 1995 bis 2007 als Sportdirektor bei Rosenborg Trondheim.

## Erfolge
- Deutscher Fußball-Meister: 1988 und 1993
- DFB-Pokal-Sieger: 1991 und 1994
- Europapokal der Pokalsieger: 1992
- UEFA Jubilee 52 Golden Players
- Norwegischer Fußballer des Jahres: 1991, 1992, 1994
- Bremer Sportler des Jahres: 1989
- Einstufung als Weltklasse in der Rangliste des deutschen Fußballs: Winter 1988/89, Winter 1992/93, Sommer 1993